# 瓦伦蒂娜·罗迪尼
瓦伦蒂娜·罗迪尼（義大利語：Valentina Rodini，1995年1月28日—），意大利女子赛艇运动员。她曾代表意大利参加2016年和2020年夏季奥林匹克运动会赛艇比赛，其中2020年奥运会收获一枚金牌。